# Гелланік
́
Гелланік (грец. Hellanikos, 485 до н. е. — біля 400 до н. е.) — грецький історик, сучасник Геродота. Походив з Мітилени на острові Лесбос. Писав на іонійському діалекті.
На Гелланіка посилається Плутарх, коли повідомляє, що амазонки переправлялись через Боспор Кімерійський по льоду (Плутарх, Життєописи, Тесей, 26). Гелланік вважається останнім іонійським логографом. Пізніші історики (Фукідід, потім Ктесій, Ефор, Теопомп, Діодор, Плутарх та ін.) використовували матеріали численних творів Гелланіка.